# Pseudotmethis gansuensis
Pseudotmethis gansuensis är en insektsart som beskrevs av Xi, G. och Z. Zheng 1984. Pseudotmethis gansuensis ingår i släktet Pseudotmethis och familjen Pamphagidae. Inga underarter finns listade i Catalogue of Life.